# Lactocollybia ianthina
Lactocollybia ianthina är en svampart som först beskrevs av Roger Heim, och fick sitt nu gällande namn av Rolf Singer 1962. Lactocollybia ianthina ingår i släktet Lactocollybia och familjen Marasmiaceae.   Inga underarter finns listade i Catalogue of Life.